# Conill nan de color

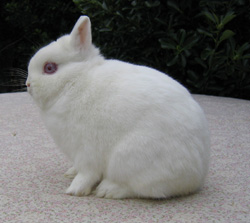
Conill nan de color

El conill nan de color és una raça de conill domèstic que sorgí als Països Baixos. És una de les races més petites del món. Fa 19–24 cm de llargada i pesa 0,8–1,4 kg. Viu uns 6–10 anys i assoleix la maduresa als 3–4 mesos. Té les orelles rectes, curtes (aproximadament 5–6 cm) i juntes. Té el cos curt i el cap acoblat al cos sense coll visible. El nas és rom i el front és ample. Aquesta raça pot tenir diversos tipus de pelatge.